# Mystische Kreuzigung
Mystische Kreuzigung, auch bekannt als Kreuzigung mit der büßenden Maria Magdalena und einem Engel, ist ein Tempera-Gemälde des italienischen Renaissance-Malers Sandro Botticelli und zeigt die Kreuzigung Jesu Christi. Das Werk reflektiert ebenso wie die Mystische Geburt die Endzeitstimmung und die Hoffnung auf Welterneuerung in Florenz am Ende des 15. Jahrhunderts, eine Weltsicht, die maßgeblich von den religiösen und politischen Umbrüchen in dieser Zeit geprägt wurde.

## Bildbeschreibung
Im Vordergrund des stark beschädigten Bilds, das partiell übermalt worden ist, sieht man Christus am Kreuz auf einem weiten Feld. In einer leidenschaftlichen, fast wilden Gebärde umklammert die büßende Maria Magdalena den Stamm des Kreuzes. Unter ihrem roten Gewand entweicht nach links ein Tier, das aufgrund des schlechten Erhaltungszustandes nicht mehr genau zu identifizieren ist, aber als Fuchs oder Wolf gedeutet werden kann. Gegenüber von Maria Magdalena steht ein weiß gekleideter Engel, der einem jungen Löwen mit seinem Schwert oder Degen offenbar den Kopf abschlagen will. Im Hintergrund erstreckt sich in hellem Licht unter klarem Himmel die Stadt Florenz, die anhand ihrer wichtigsten Gebäude zu erkennen ist. Der Regierungssitz des Palazzo Vecchio, der Campanile, das Baptisterium und die Domkuppel des Doms von Florenz sind innerhalb der damaligen Stadtmauern zu sehen. Auf der rechten Seite des Bildes bewegt sich eine tiefschwarze Wolke aus dem Bildraum heraus. Sie ist angefüllt mit teuflischen Kreaturen, die brennende Fackeln auf die Erde schleudern. Auf Befehl von Gottvater, der in einer Mandorla in der linken oberen Ecke schwebt, wird diese Wolke von Engeln vertrieben, die kaum zu erkennen sind. Nur ihre Schilde mit einem roten Kreuz auf einem weißen Feld sind noch zu sehen.

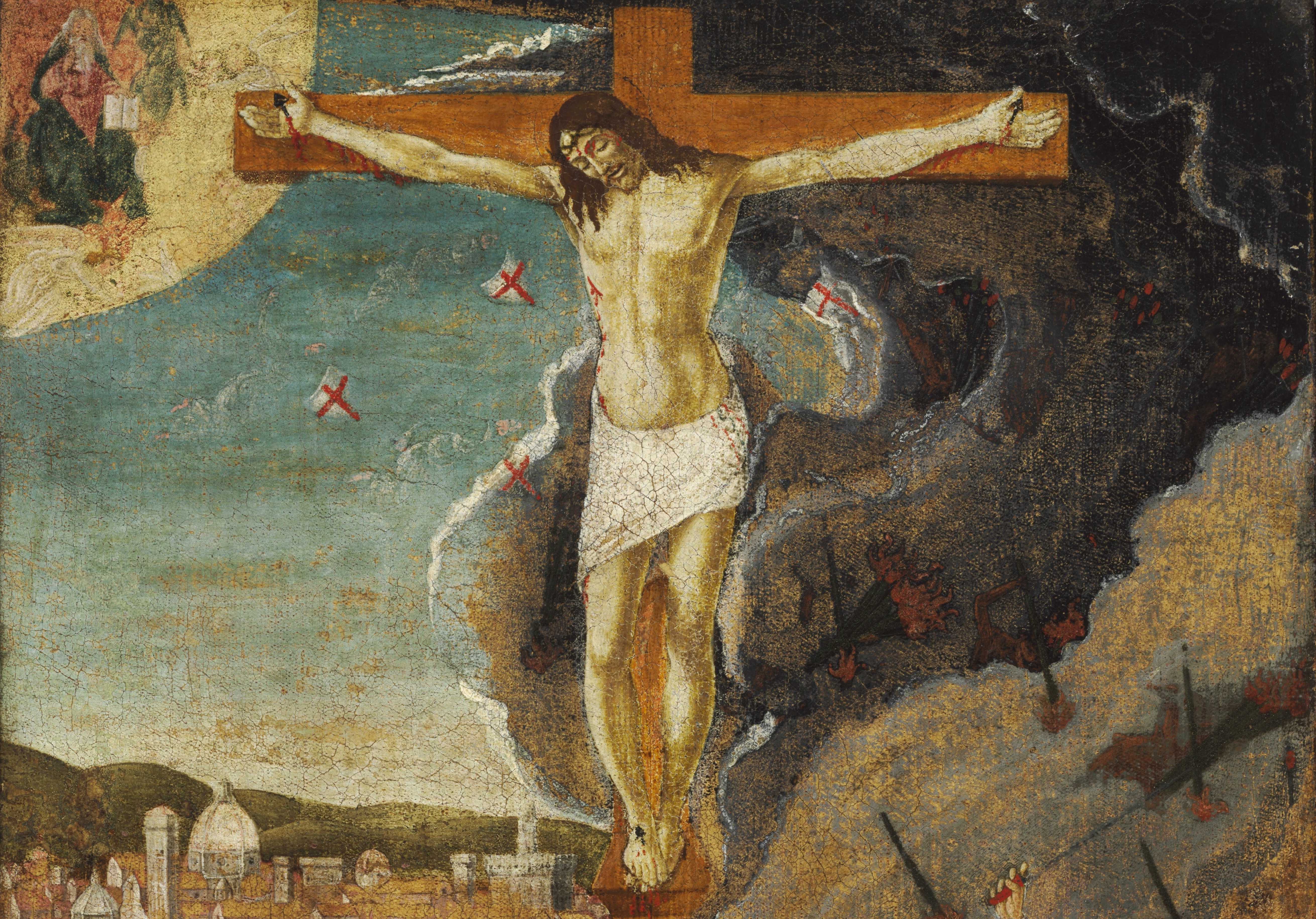
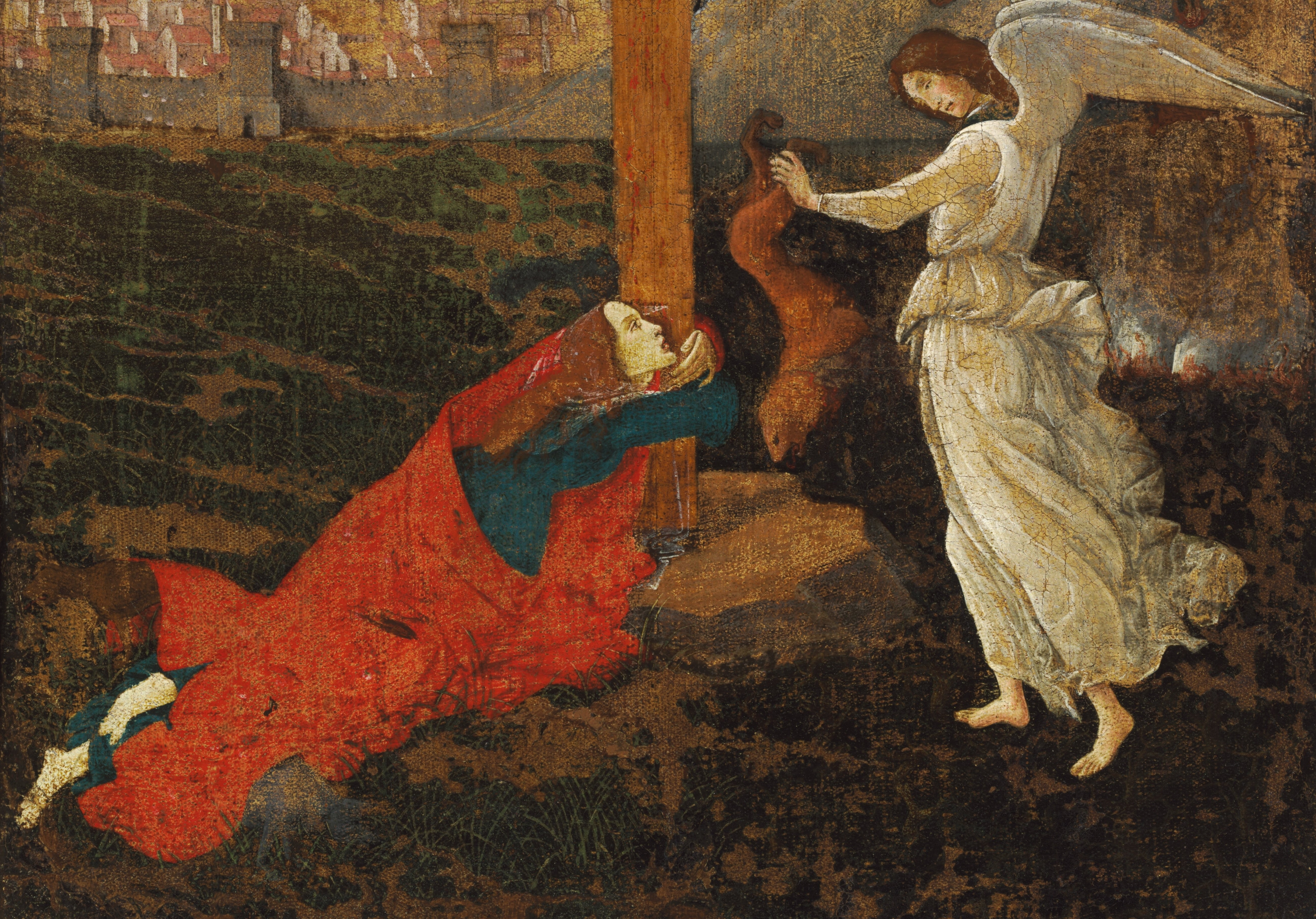
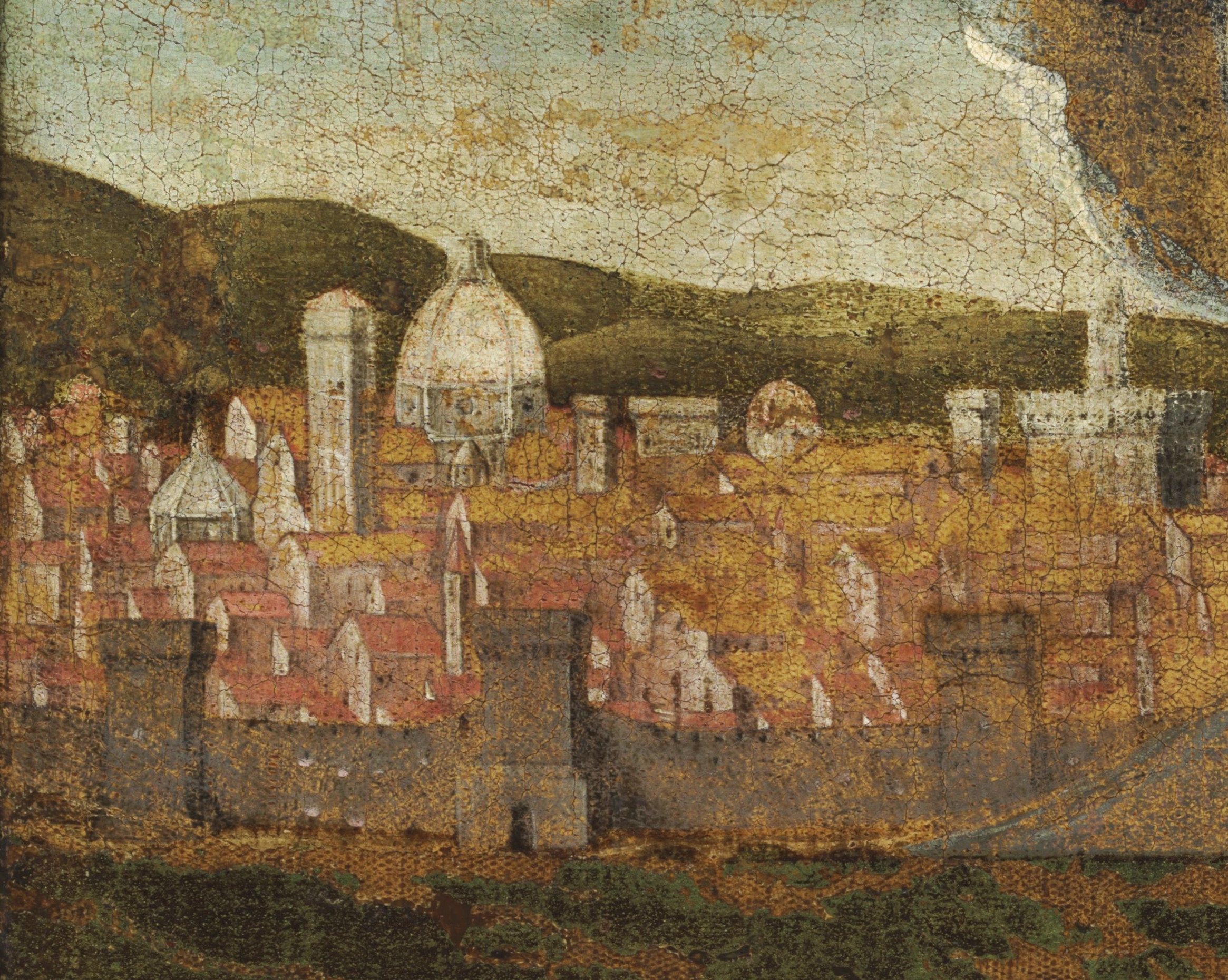
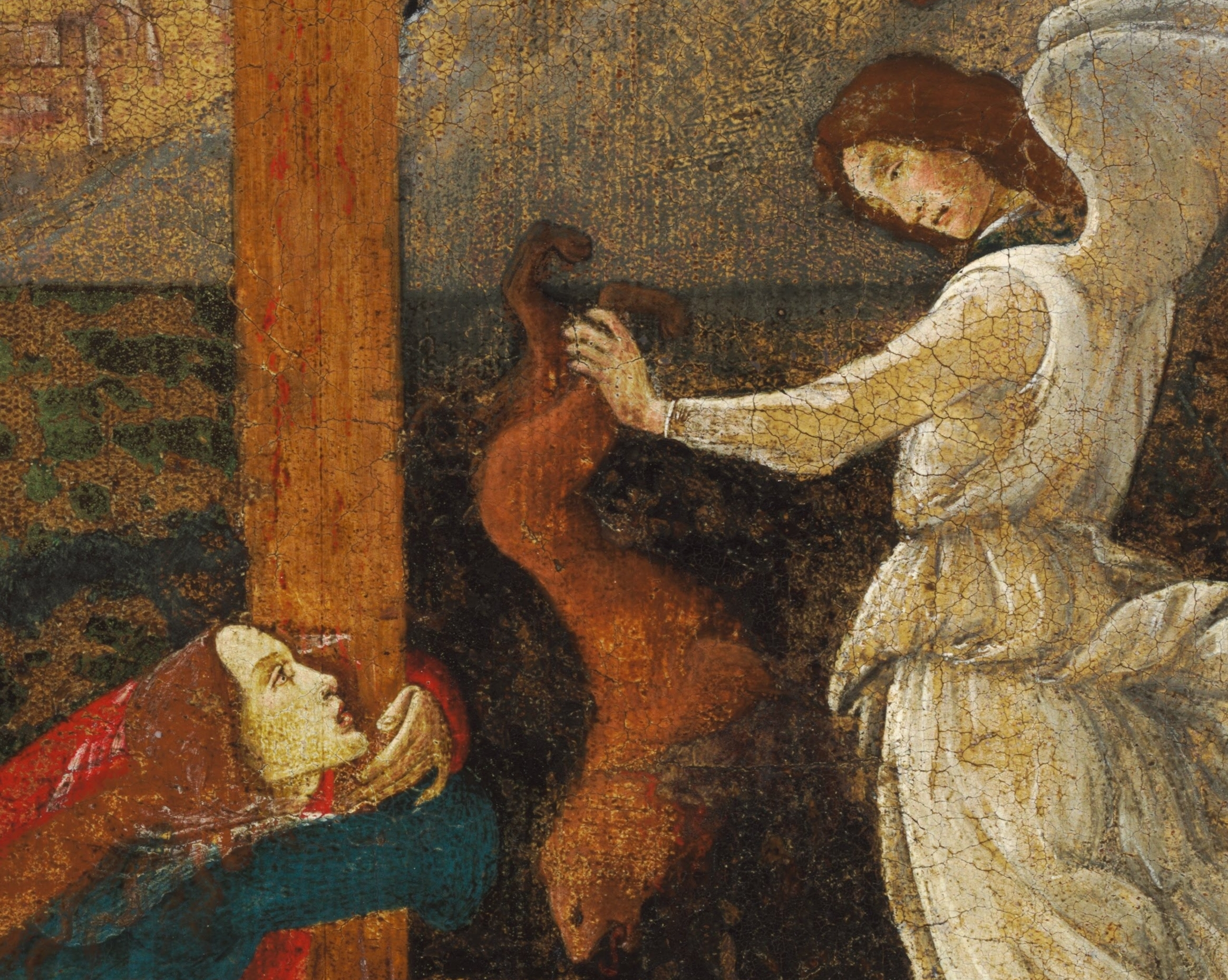

## Hintergrund

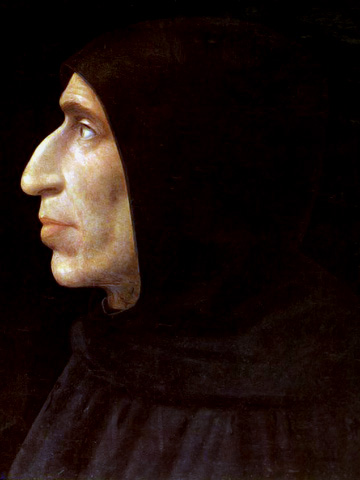
Fra Bartolommeo: Porträt des Girolamo Savonarola (um 1498)

Am Ende der 1480er Jahre breitete sich in Florenz eine Welle neuen religiösen Empfindens aus, das von tiefer Anteilnahme und leidenschaftlicher Erregung geprägt war. Protagonist dieser inneren Umkehr war der Dominikanermönch Girolamo Savonarola, der in seinen Bußpredigten die Florentiner Bevölkerung zur Loslösung von ihrem sündigen und ausschweifenden Leben aufrief. Vor allem den luxuriösen Lebenswandel der Medici brandmarkte Savonarola. Botticelli, einer der maßgebenden Künstler der Medici, war wie viele andere von Savonarolas aufrüttelnden Worten beeindruckt und betroffen. In seinem Werk ist dies einem seit den 1490er Jahren einsetzenden Stilwandel zu beobachten. Botticelli verzichtete auf die Detailfülle aus seinen früheren Werken und verwendete nun dunklere gedämpfte Farbtöne. Seine Bildfiguren sind dagegen von leidenschaftlicher Erregung erfüllt. Botticelli wandte sich zudem von weltlichen Bildthemen ab und konzentrierte sich fast ausschließlich auf religiöse Bildinhalte.
Der religiöse Eifer war von einer Endzeitstimmung und politischen Unruhen begleitet. 1492 war Lorenzo il Magnifico verstorben und sein Sohn Piero besaß weder das diplomatische Geschick noch die staatsmännische Erfahrung seines Vaters, so dass 1494 die Medicis nach einer verlustreichen Auseinandersetzung mit dem französischen König Karl VIII. aus Florenz vertrieben wurden. Karl VIII. drang Ende des Jahres sogar in die Stadt ein, verschonte aber die Bevölkerung vor sonst üblichen Plünderungen und Massakern. An der Vertreibung der Medici war auch Savonarola beteiligt, dessen Macht auf seinen großen Einfluss im Volk gründete. Unter Savonarolas Herrschaft entfaltete sich ein Glaubensfanatismus, der 1497 im „Scheiterhaufen der Eitelkeiten“ gipfelte, auf dem die Bürger ihre Prachtgewänder, wertvollen Möbel, Bücher, Gemälde und andere Luxusartikel verbrennen mussten. Das Wappen der Medici wurde von allen Palästen abgenommen und an seiner Stelle das Wappen des Volkes angebracht, das auf weißem Feld ein rotes Kreuz trug. Savonarola, der sich auch mächtige Feinde geschaffen hatte, darunter Papst Alexander VI., wurde 1498 entmachtet, zur Todesstrafe verurteilt, auf der Piazza della Signoria gehängt und anschließend auf einem Scheiterhaufen verbrannt. 
Vor dem Hintergrund des religiösen und politischen Wandels in Florenz zur Zeit Savonarolas wird das Bild verständlich. Maria Magdalena verkörpert offenbar die Stadt Florenz, die von Savonarola zur Besinnung gebracht wurde und nun ihre Sünden bereut. Der Fuchs oder Wolf, der aus dem Gewand der Büßerin entweicht, symbolisiert das durch die Bußfertigkeit besiegte Böse oder auch das klerikale Laster. Zur Buße gehört aber auch die Strafe. Der Löwe, der wahrscheinlich Marzocco, das Wappentier von Florenz, verkörpert, wird daher von einem Frieden schaffenden Engel erschlagen. Zugleich vertreibt Gottvater die höllischen Mächte der Medici und der französischen Truppen aus der Stadt. Die Schilde seiner Engelsschar sind mit dem Wappen der Florentiner Volkspartei verziert. Die spirituelle Reinigung der Stadt war also nur mit Hilfe der Volksherrschaft möglich. Nun sind Frieden und Gerechtigkeit in Florenz eingekehrt. 

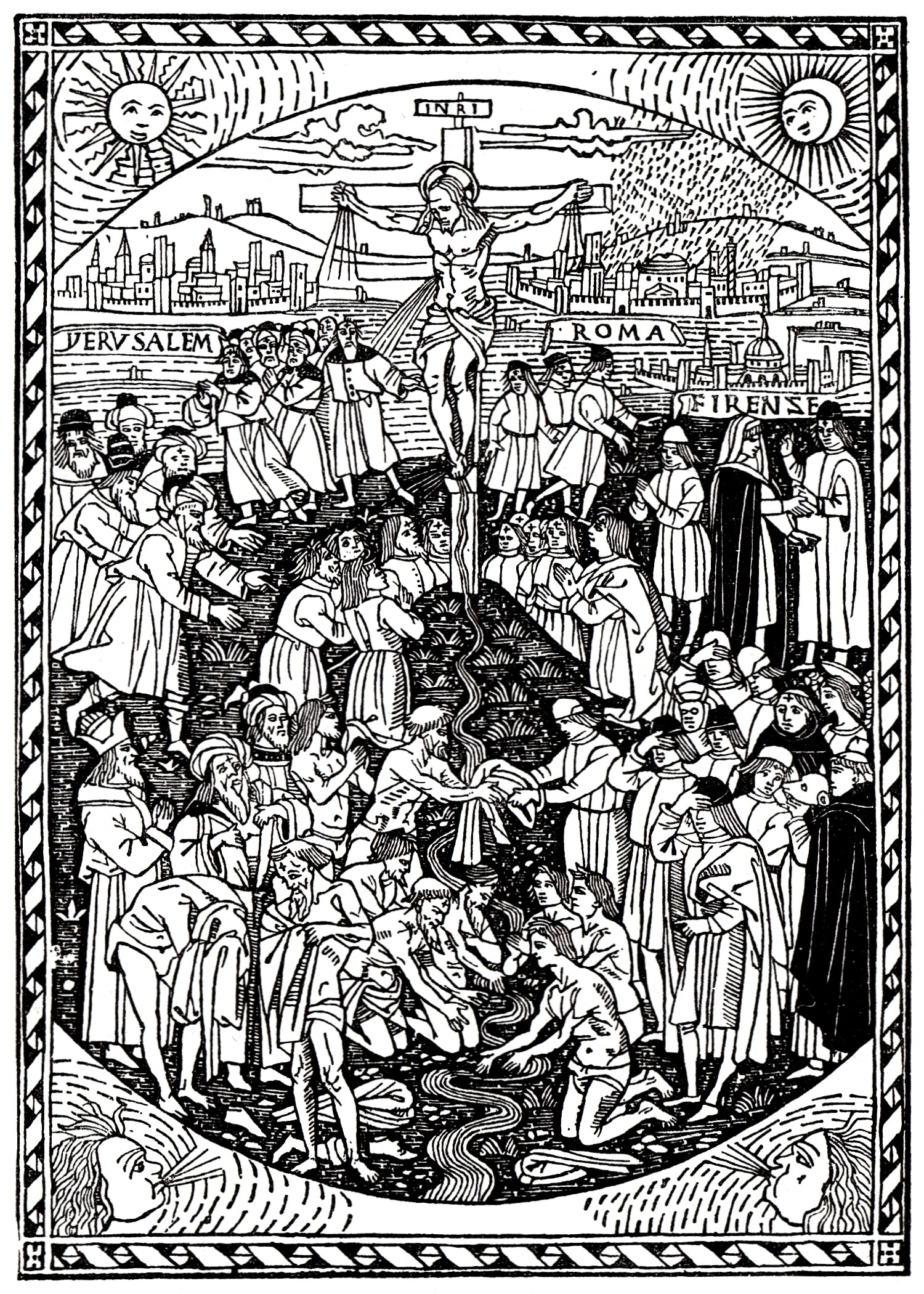
Bartolomeo di Giovanni: Kreuzigung Christi (1496)

Botticellis Gemälde liegt allem Anschein nach ein Holzschnitt von Bartolomeo di Giovanni (1458–1501) zugrunde, der 1496 zur Illustration eines Traktats von Domenico Benivieni (1460–1507) diente. Das Traktat wurde von Benivieni zur Verteidigung Savonarolas Lehren und Prophezeiungen verfasst und entstand zur Publikation einer Predigt, die Savonarola vermutlich 1494 gehalten hatte. In dieser Predigt prophezeite Savonarola, dass eine radikale Erneuerung der Kirche und der Gesellschaft unmittelbar bevorstehe. Zuvor würde allerdings ganz Italien von Not und Elend heimgesucht. Dazu beschrieb Savonarola seine Vision von zwei Kreuzen. Ein schwarzes Kreuz sah er in Rom, woraufhin sich der Himmel über Rom verdunkelte und von Blitzen, Feuer, Schwertern und Pfeilen überzogen war. Anschließend klarte der Himmel auf und Savonarola erkannte ein goldenes Kreuz in Jerusalem, das die Welt erblühen ließ und von allen Völkern angebetet und umarmt wurde. 
Bartolomeo di Giovanni verzichtete in seiner Darstellung auf das Kreuz in Rom und positionierte das Kreuz von Jerusalem mit den herbeigeeilten Völkern in die Bildmitte. Über der Stadt Jerusalem links ist der Himmel schon aufgeklart, während rechts über Rom Unwetter hereinbrechen. Unterhalb von Rom sieht man Florenz, das schon nicht mehr von Unwetter bedroht ist und somit wie Jerusalem als erleuchtet und erlöst gelten kann. Florenz galt in dieser Wendezeit als auserwählte Stadt, der eine führende Rolle bei der spirituellen Erneuerung zukommen sollte. Botticelli entwickelte dieses Bildmotiv weiter, indem er Florenz links oben an die Stelle Jerusalems setzte und sein Bild um die Figur eines segnenden Gottvaters ergänzte, der wohlgefällig über der gereinigten Stadt wacht. Die finsteren Mächte, die zuvor über Florenz geherrscht hatten, konnten besiegt und vertrieben werden. Anstelle der Völkerscharen umarmt jetzt die büßende Maria Magdalena den Stamm des Kreuzes. Mit Christus am Kreuz vor den Stadtmauern könnte Florenz auch als ein neues Jerusalem verstanden werden.

## Provenienz
Botticelli hatte das Werk wahrscheinlich ohne Auftrag angefertigt, so dass es sich vermutlich in seinem Privatbesitz befand. Denkbar wäre auch, dass ein Anhänger Savonarolas der Auftraggeber war. Jedenfalls wurde das Gemälde später im Palazzo Medici Riccardi in Florenz aufbewahrt. Dann gelangte es im 19. Jahrhundert in den Besitz des Pariser Architekten und Kunstsammlers Emile Peyre (1828–1904). Mathieu Édouard Aynard (1836–1913), ein Bankier und Kunstmäzen aus Paris, erwarb das Gemälde zwischen 1900 und 1913. Seine Erben verkauften es weiter, so dass es sich bis 1922 im Besitz des ungarischen Finanzmagnaten und Kunstsammlers Marcell Nemes befand. Edward W. Forbes (1873–1969), der damalige Direktor des Fogg Art Museums der Harvard University, kaufte schließlich das Werk über die F. Kleinberger Galleries. 1924 kam es in die Sammlung des Fogg Art Museums.